# Too Much Heaven
«Too Much Heaven» es una canción escrita por The Bee Gees, que fue la contribución de la banda al Music for UNICEF fond (Fondo de la UNICEF para la música). Interpretaron el tema en el Music for UNICEF Concert (Concierto de la Música para la UNICEF) el 9 de enero de 1979. La canción encontró luego su lugar en el álbum de estudio número trece de la banda, Spirits Having Flown. En los Estados Unidos y Canadá, se volvió la más reciente de una larga línea de canciones que habían llegado a lo alto de las listas, y rozando el top-3 en el Reino Unido. Cabe destacar la participación de parte de la banda Chicago: (James Pankow, Walt Parazaider y Lee Loughnane).

## El plan de la UNICEF
En el verano de 1978, los hermanos Gibb anunciaron su proyecto más reciente en una conferencia de prensa en las Naciones Unidas en la ciudad de Nueva York. Todas las ganancias que se ganarían con la publicación del sencillo irían a UNICEF, para celebrar el Año Internacional del Niño, 1979. La canción obtuvo más de 7 millones de dólares en ganancias. El en ese entonces Secretario General de las Naciones Unidas Kurt Waldheim anunció esto como «an outstanding and generous initiative» (Una extraordinaria y generosa iniciativa).
Los Bee Gees fueron después invitados a la Casa Blanca, donde el presidente Jimmy Carter agradeció al grupo su donación. En la ceremonia, los hermanos presentaron a Carter una de sus chaquetas negras de satín. Carter recalcó que él «no era un fan del disco» pero sabía suficiente acerca de su música porque su hija Amy era una gran fan.

## Lanzamiento
«Too Much Heaven» fue grabada nueve meses después de «Night Fever». Ésta había sido la más larga brecha entre sencillos desde 1975. El sencillo «Too Much Heaven» fue lanzado a fines de otoño de 1978 (fue originalmente propuesta para usarla en la película de John Travolta Moment By Moment, pero fue sacada antes del lanzamiento de la película porque Barry Gibb pensó que la película era horrible después de ver un trozo.), y empezó un lento ascenso a las listas de música. En la primera semana de 1979, precediendo el Music for UNICEF Concert, el sencillo topó las cartas en los Estados Unidos y Canadá. En el Reino Unido el sencillo llegó al #3 a finales de 1978. Se trata de una balada lenta distinta a los sencillos de la banda sonora de Saturday Night Fever. Barry Gibb hizo notar que el grupo "(wanted to) move in an R&B direction, still maintaining our lyric power, and our melody power as well." (Quería moverse en dirección al R&B, pero manteniendo aún el poder de nuestras letras, así como también el poder melódico).

## US5
La banda adolescente US5 lanzó una versión de Too Much Heaven en 2007 en dueto con Robin Gibb. Este sencillo será de su tercer álbum. Too Much Heaven será el primer cover de la banda y el primer sencillo con el nuevo miembro Vincent.

## Trivia
- El «dúo» pop Noruego M2M usó el coro de «Too Much Heaven» en el coro de su propia canción llamada «Our Song» (Nuestra Canción) "Nobody gets too much heaven no more / It's much harder to come by/ I'm waiting in line / Nobody gets too much love anymore / It's as high as a mountain / And harder to climb". La canción puede ser encontrada en el álbum Shades of Purple.

- Datos: Q2563251